# آمیلکار سی‌سی

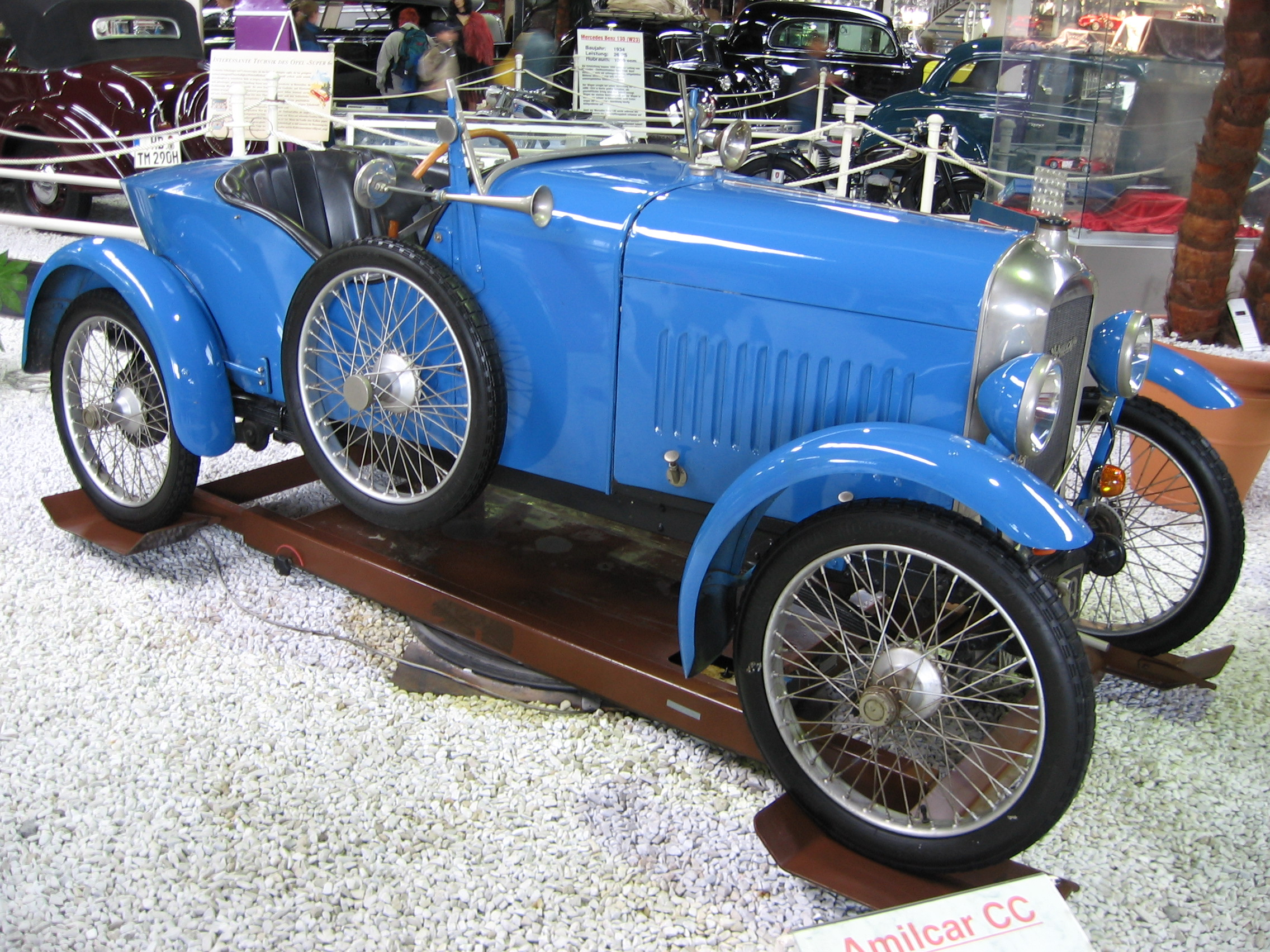

آمیلکار سی‌سی (Amilcar CC) خودرویی است که در سال‌های ۱۹۲۲  تا ۱۹۲۵تولید شده‌است. 
این خودرو در کلاس رودستر قرار گرفته و  طول آن در حالت طبیعی ۱۳۰ اینچ (۳٬۳۰۰ میلیمتر)  است. 
موتور آن ۹۰۳ سی‌سی سیستم جعبه‌دندهٔ آن به صورت دستی است.